# Авалон (Калифорния)
Эта статья об американском городе. О легендарном острове см. Авалон
Авалон (англ. Avalon) — город на острове Санта-Каталина, относящегося к группе островов Чаннел, а также самый южный город округа Лос-Анджелес. Кроме того, Авалон является единственным крупным городом на острове: на Санта-Каталине также расположен маленький невключенный город Ту-Харборс.
Изначально население Авалона составляли индейцы тонгва — коренные жители Калифорнии. С конца XIX по начало XX веков осуществлялись планы по превращению данного города в курорт, но большинство из этих идей обанкротились. В 1919 году Уильям Ригли-младший встал во главе города. Он приложил усилия к дальнейшему развитию Авалона и к привлечению туристов (яркий пример тому — строительство казино Catalina под его надзором).
К началу XXI столетия Авалон остаётся, прежде всего, курортом. Большинство побережья отдано под туристический бизнес. В старой части города на дне долины расположены небольшие дома, а также двух- и трёхэтажные постройки различных традиционных архитектурных стилей. На холмах по обе стороны долины расположены несколько крупных жилых комплексов.

## История

### Доевропейские поселения
До современного периода Авалон был заселен индейцами тонгва. Кроме острова Санта-Каталина тонгва занимали территории нынешнего Лос-Анджелес, север округа Ориндж и остров Сан-Клементе. Данный остров для индейцев был основным источником мыльного камня, из которого коренные жители изготавливали сосуды для приготовления пищи. К 1830-м годам коренное население либо вымерло, либо переселилось на материк для работы на белых землевладельцев.

### Первые управленцы
В 1840-х годах мексиканский губернатор Пио Пико подарил остров Санта-Каталина Дону Хосе Коррувиасу с Санта-Барбары. В последующие годы остров много раз перепродавался из одних рук в другие. Во время гражданской войны в 1864 году войска США оккупировали остров. Командиры федеральных войск планировали использовать Санта-Каталину как резервацию для индейцев. В итоге к 1860-м годам остров перешёл во владение Джеймса Лика, который управлял островом в течение 25-ти лет.
Первым управленцем, попытавшимся превратить остров в курорт, был Джордж Шатто из Мичигана. Он приобрел остров у Лика за 200 тысяч долларов во время пика недвижимости в Южной Калифорнии в 1887 году. Шатто создал поселение на месте будущего Авалона и построил первый отель. Название «Авалон» было взято из поэмы Альфреда Теннисона «Королевские идиллии» про Короля Артура.
Шатто проложил по поселению улицы и представил Авалон как место «отдыха для широкой публики». В 1887 году он также приобрел пароход для ежедневного доступа людей на остров. Несмотря на все усилия, Шатто вскоре разорился и остров перешёл обратно во владения Джеймса Лика.

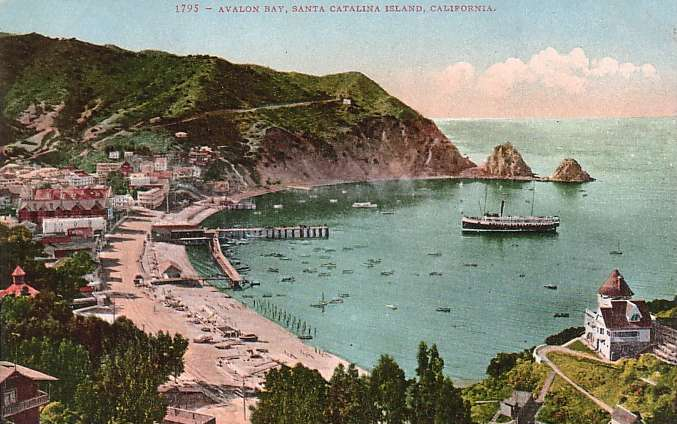
Авалон, ок. 1910 года

Сыновья Финеаса Бэннинга выкупили остров в 1891 году и продолжили его развитие как курорта, воплотив мечту Шатто в жизнь. Братья Бэннинг построили танцевальную площадку в центре города, пароходный причал, игорный клуб для мужчин, а также перестроили уже существовавшую гостиницу и улучшили городской пляж. Для дополнительного жилья Бэннинг построили более ста тентов вдоль каньона Авалон (так называемый «палаточный городок»). Эти палатки были установлены для людей, не имевших возможности оплачивать номер в отеле. Аренда одной палатки на неделю равнялась семи с половиной долларов.
Но большинство усилий Бэннингов ушли впустую: 29 ноября 1915 года в пожаре погибла половина зданий Авалона, в том числе шесть гостиниц и несколько клубов. Но братья, движимые желанием восстановить остров, отказались его продавать. Отстраивать Авалон они стали с отеля Saint Catherine. Изначально планировалось построить его на живописных скалах острова, но из-за отсутствия финансирования отель был построен в каньоне Дескансо. В связи с пожаром 1915 года и со снижением уровня туризма вследствие Первой мировой войны Бэннинги были вынуждены продать остров в 1919 году.

### Правление Ригли

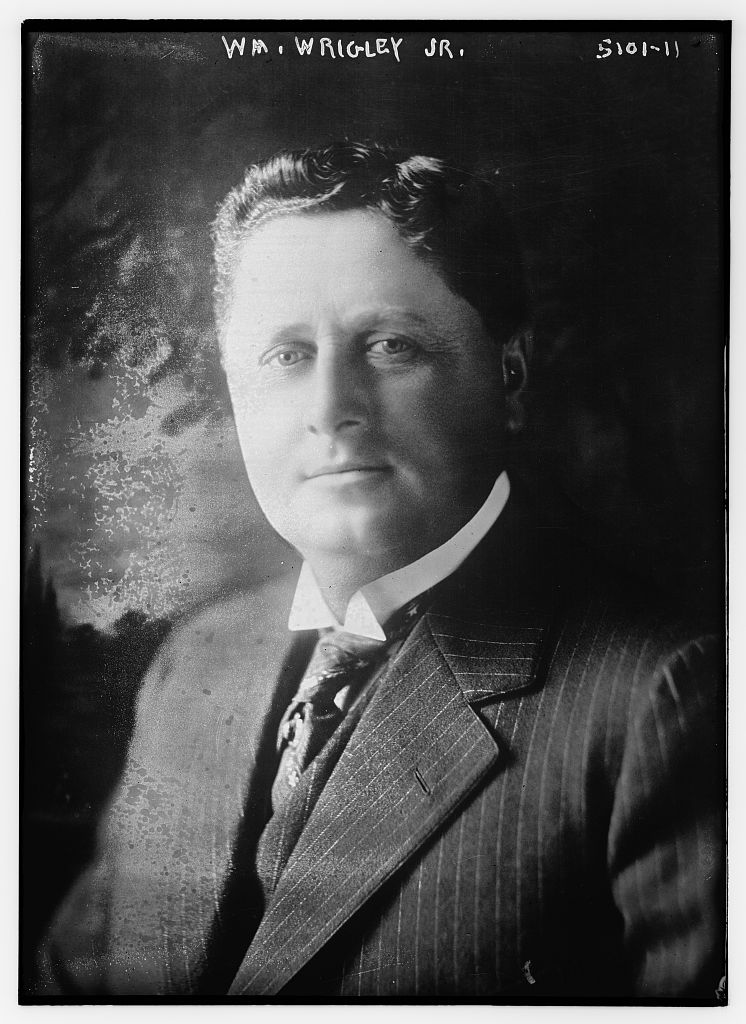
Уильям Ригли-младший стал главой Авалона в 1919 году

В феврале 1919 года Уильям Ригли-младший, основатель компании по производству сладостей и жевательной резинки Wrigley, приобрел контрольный пакет акций на остров у братьев Бэннинг. Перед покупкой он вместе с женой и сыном посетил остров и сразу же влюбился в него. Ригли вкладывал миллионы долларов в развитие инфраструктуры Авалона. Также, с целью увеличения потока туристов, он приобретает ещё один пароход.
В 1927 году Ригли устроил «Океанский марафон»: он согласился заплатить 25 тысяч долларов тому, кто переплывёт канал, отделяющий материк от острова Санта-Каталина. Из 102 соискателей награды доплыть до конца удалось лишь одному — канадскому пловцу Джорджу Янгу, который проплыл это расстояние за 15 часов 44 минуты. С 1921 по 1951 годы (исключая военные 1942—1945) Авалон был также местом весенних сборов бейсбольного клуба Чикаго Кабс. В 1929 году Ригли построил казино Catalina на месте бывшей танцевальной площадки. После смерти Уильяма Ригли-младшего в 1932 году его сын Филипп взял бразды правления островом в свои руки. Впоследствии он развивал инфраструктуру Авалона и Санта-Каталины в целом.
На время Второй мировой войны остров был закрыт для туристов. Санта-Каталина использовалась в качестве места для военных тренировок. Пароходы были экспроприированы как средство для перевозки солдат.

### Эра после Ригли

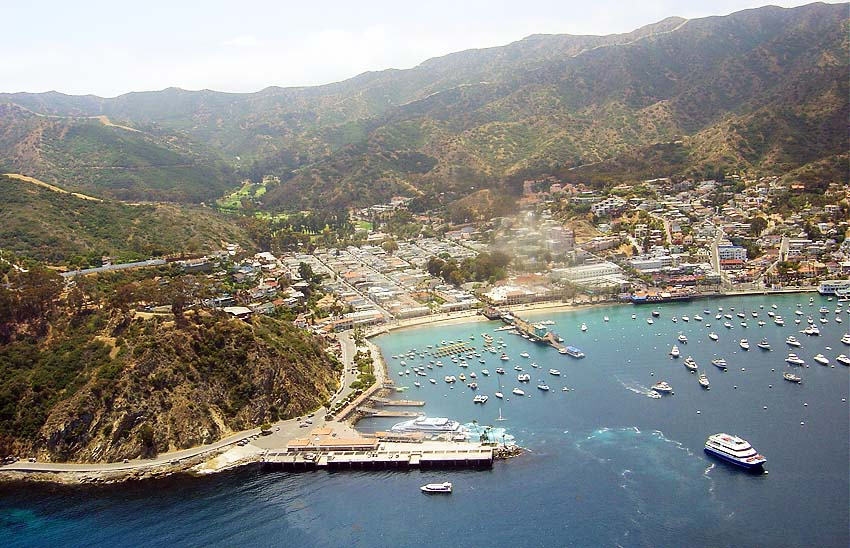
Город в 2004 году

В 1975 году Филипп Ригли продал большую часть акций компании «Охрана природы острова Каталина». Данная фирма успешно развила и развивает по настоящее время инфраструктуру острова.

## География и климат
Авалон находится на острове Санта-Каталина примерно в 35 километрах к юго-юго-западу от гавани Лос-Анджелеса. Авалон является самым южным городом округа Лос-Анджелес. Его общая площадь составляет 8,15 км², площадь земли — 7,28, а воды — 0,87.
| Показатель                                          | Янв.  | Фев.  | Март  | Апр.  | Май   | Июнь  | Июль  | Авг.  | Сен.  | Окт.  | Нояб. | Дек.  | Год   |
| --------------------------------------------------- | ----- | ----- | ----- | ----- | ----- | ----- | ----- | ----- | ----- | ----- | ----- | ----- | ----- |
| Средний суточный максимум, °C                       | 16,61 | 17,17 | 17,39 | 18,5  | 19,39 | 20,67 | 22,28 | 23,06 | 22,78 | 21,5  | 19,5  | 17,33 | 19,67 |
| Средний суточный минимум, °C                        | 8,11  | 8,67  | 9,11  | 10,67 | 12,11 | 13,83 | 15,72 | 16,33 | 15,5  | 13,56 | 10,56 | 8,56  | 11,89 |
| Норма осадков, мм                                   | 67,3  | 60,2  | 48,3  | 24,6  | 4,6   | 0,5   | 0     | 1,8   | 7,4   | 4,6   | 34,3  | 48,3  | 302,3 |
| Источник: Западный региональный климатический центр |       |       |       |       |       |       |       |       |       |       |       |       |       |

## Правительство
Правительство Авалона представлено мэром, избираемым сроком на два года, городским советом, состав которого избирается на четыре года, а также сити-менеджером, которого назначает непосредственно городской совет.

## Демография
По данным переписи населения 2000 года в Авалоне проживает 3094 человека. Плотность населения равняется 429,5 человек на км². Расовый состав выглядит следующим образом: 71,63 % белых, 0,74 % черных, 1,02 % коренных американцев, 0,61 % азиатов, 0,22 % жителей тихоокеанских островов, 25,77 % других рас.